# Komet d'Arrest
D'Arrestov  komet  ali Komet d'Arrest (uradna oznaka je 6P/d'Arrest) je periodični komet. Pripada Jupitrovi družini kometov. Odkril ga je 28. junija 1851 pruski astronom Heinrich Louis d'Arrest (1822–1875). Komet d’Arrest je 9. avgusta 2008 letel mimo Zemlje na razdalji 53 Gm.
V letu 1991 so Andrea Carusi, Giovanni B. Valsecchi (Inštitut za vesoljsko astrofiziko (Istituto Astrofisica Spaziale) v Rimu), Ľubor Kresák in Margita Kresáková (Slovaški astronomski inštitut v Bratislavi) ) neodvisno predvideli, da je to komet, ki ga je opazoval že Philippe de La Hire leta 1678.